# متحف ديربي
متحف ديربي أو متحف ومعرض الفن لديربي (بالإنجليزية: Derby Museum and Art Gallery)‏، هو متحف بلدي لمدينة ديربي ، وسط إنجلترا. تأسس سنة 1879، وشغل لفترة طويلة مبنى للمهندس المعماري ريتشارد نيل فريمان، كان قد تبرع به للبلدية صانع الجعة مايكل توماس باس. ولا يزال المبنى يستضيف المكتبة المركزية حتى اليوم.
في مبناه الحالي، بجانب المبنى القديم، يعرض المتحف مجموعاته المخصصة لمختلف جوانب البيئة وتاريخ ديربي والعلوم الطبيعية وعلم الآثار والصناعات والتاريخ العسكري. كما يضم خزفا من صنع رويال كراون ديربي ومجموعة غنية من اللوحات من القرنين الثامن عشر والتاسع عشر وعلى وجه الخصوص أعمال جوزيف رايت، رسام من مواليد مدينة ديربي. افتتح الجزء المخصص للرسم في عام 1882.